# Alper Gezeravci
Alper Gezeravcı (* 2. prosince 1979) je vojenský a komerční pilot a první turecký astronaut, 610. člověk ve vesmíru. Při svém kosmickém letu Axiom Mission 3, na který ho vyslala Turecká vesmírná agentura (TUA), strávil počátkem roku 2024 necelých 22 dní ve vesmíru, z toho 18 dní na Mezinárodní vesmírné stanici (ISS).

## Mládí a vzdělání
Narodil se v tureckém městě Silifke v provincii Mersin v rodině pocházející z kmene Joruků. Rodina se kvůli povolání otce často stěhovala do různých tureckých provincií.
Vystudoval Leteckou akademii v Istanbulu, kde získal v roce 2001 bakalářský titul v oboru elektronického inženýrství. Kromě toho absolvoval magisterské studium na Leteckém technologickém institutu na americké letecké základně Wright-Patterson v Daytonu v Ohiu.  

## Vojenská kariéra
Jako stíhací pilot tureckých vzdušných sil získal celkem 15 let zkušeností včetně několika vojenských misí s různými typy letadel včetně T-41, SF.260, T-37, T-38, F-5, KC-135 a F-16. 
Dalších 7 let sloužil jako kapitán u letecké společnosti Turkish Airlines.  Patřil totiž mezi vojáky, kteří byli v roce 2012 vyloučeni z Tureckých ozbrojených sil (TSK) při vyšetřování špionážního spiknutí v Izmiru. V roce 2020 byl ale zproštěn obvinění a očištěn, což mu umožnilo se do armády vrátit.
Během své letecké kariéry kromě toho působil v různých řídicích funkcích, jako velitel letky nebo bezpečnostní důstojník. V době výběru pro kosmický let byl velitelem akademického křídla standardizační letky na základny v Adaně v Turecku a odpovídal mimo jiné za standardizaci a hodnocení činnosti letky a provádění zkoušek všech pilotů F-16 a KC-135R.

## Astronaut
Přihlásil se do výběrového řízení, které vesmírná agentura TUA vyhlásila v květnu 2022. Ze 36 tisíc přihlášených bylo 30 zájemců pozváno na testování do Ankary a turecký prezident Erdoğan oznámil jméno budoucího prvního tureckého astronauta Alepra Gezeravcı a jeho náhradníka Tuvy Atasevera koncem dubna 2023.
TUA souběžně pracovala také na získání místa pro svého astronauta a smlouvu o historicky prvním letu tureckého občana do vesmíru uzavřela se společnosti Axiom Space v září 2022.

### Kosmický let – Axiom Mission 3
Po 9 měsících příprav a základního tréninku Gezeravcı na přelomu ledna a února 2024 absolvoval jako komerční astronaut ve funkci letového specialisty kosmické lodi Crew Dragon kosmický let Axiom Mission 3 k ISS. Stal se tak první Turkem ve vesmíru. Čtyřčlennou posádku kromě něj tvořil profesionální astronaut a velitel mise Michael López-Alegría a další dva komerční astronauti, italský letecký inženýr Walter Villadei a švédský testovací pilot Marcus Wandt. Ve vesmíru strávili 21 dní, 15 hodin a 40 minut.
Krátce po svém návratu z vesmíru, 13. února 2024, byl Gezeravcı jmenován členem správní rady agentury TUA.

## Soukromý život
Jako sportovní nadšenec se Gezeravcı věnuje potápění, plachtění, kempování, raftingu a bohaté zkušenosti má také s horskou turistikou a jízdou na koni. 